# Nyctemera strictifascia
Nyctemera strictifascia is een beervlinder uit de familie van de spinneruilen (Erebidae). De wetenschappelijke naam van de soort is voor het eerst geldig gepubliceerd in 1915 door W.Rothschild.